# Ancora io
 Ancora io, pubblicato nel 1986 su 33 giri (VD 35510) e Musicassetta (SSVD 35510), è un album discografico del cantante Mario Trevi.

## Il disco
Il disco contiene brani inediti di Mario Trevi. Iniziate ad abbandonare le canzoni di cronaca e le sceneggiate alla fine degli anni settanta, Trevi ritorna a trattare il tema della canzone melodica, adattandosi alle nuove tematiche nascenti.
Gli arrangiamenti sono del M° Augusto Visco.

## Tracce
1. Lasciarsi o no (Campassi-D'Angelo)
2. Statte 'a casa (Russiello-Abbate-Polverino)
3. Alla mia donna (Visco-D'Agostino)
4. Crasch (Russiello-Percopo)
5. Stu povero core (Lafortezza-D'Agostino)
6. Mare (Ricci-Agrillo)
7. E dico si (Lafortezza-D'Agostino)
8. 'Mpruvvisamente (Visco-D'Agostino)
9. Peccati (Visco-Polverino)
10. Aglie e fravaglie (Russiello-Percopo)